# Andreas Melczer
Andreas svobodný pán Melczer de Kellemés (maďarsky kellemesi báró Andor Melczer, německy Andreas Freiherr Melczer von Kellemes) (30. listopadu 1800 Miskolc – 5. září 1873 Vídeň) byl uherský šlechtic a rakouský generál. Od mládí sloužil v rakouské armádě, jako vyšší důstojník se vyznamenal v revolučních letech 1848–1849 v Itálii a Uhrách. V roce 1853 dosáhl hodnosti polního podmaršála a svou kariéru završil jako městský a pevnostní velitel v Praze (1861–1866). Po prusko-rakouské válce odešel do penze a při této příležitosti získal titul barona.

## Životopis

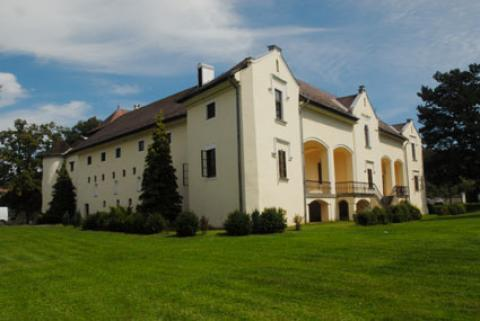
Zámek Melczer kastély v obci Kéked (Maďarsko)

Pocházel ze staré šlechtické rodiny z Horních Uher, narodil se do početné rodiny dvorního rady a člena uherského sněmu Lászla Melczera (1755–1823), po matce Marii (1770–1833) byl vnukem státního ministra hraběte Josefa Mailátha. Studoval na Tereziánské vojenské akademii ve Vídeňském Novém Městě a po jejím absolvování vstoupil do armády. V roce 1826 byl poručíkem u 60. pěšího pluku a v roce 1830 byl povýšen na nadporučíka. Krátce působil jako pobočník Napoleona II., kterého učil maďarsky. Po jeho úmrtí (1832) se vrátil k 60. pěšímu pluku v hodnosti kapitána a v roce 1838 byl povýšen na majora. Delší dobu strávil u 19. pěšího pluku ve Vídni a od roku 1845 byl jako plukovník velitelem tohoto regimentu.

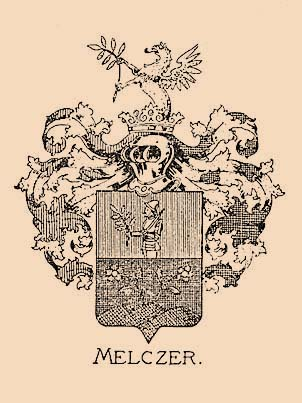
Erb rodu Melczerů

V revolučních letech 1848–1849 se pod velením generála Weldena zúčastnil bojů v Itálii, kde dosáhl několika úspěchů. Ještě v průběhu roku 1848 byl povolán do Uher, kde dočasně zastával funkci zástupce uherského ministra války Lászla Meszárose. V další fázi uherské revoluce ale zachoval loajalitu k císařskému domu a vrátil se ke svému pluku do Vídně. V září 1848 doprovázel do Uher generála Lamberga, který byl hned po příjezdu do Pešti zavražděn, Melczer se poté zúčastnil bojů proti maďarským povstalcům. 
K datu 9. dubna 1849 byl povýšen do hodnosti generálmajora a v letech 1850–1853 zastával funkci náměstka na ministerstvu války. Po odchodu z tohoto úřadu byl povýšen do hodnosti polního podmaršála (1853) a stal se velitelem divize u 5. armádního sboru v Itálii. Ve válce se Sardinií v roce 1859 byl šéfem štábu generála Benedeka. V letech 1861–1866 byl velitelem v Praze. Z titulu této funkce byl zároveň zástupcem zemského velitele v Českém království generála Eduarda Clam-Gallase. Za prusko-rakouské války v roce 1866 byla Praha dočasně obsazena německými jednotkami a Melczer krátce poté požádal o uvolnění z funkce. K datu 1. ledna 1867 byl penzionován a od té doby žil na rodovém sídle v Kékedu v Uhrách.
Zemřel náhle ve Vídni 5. září 1873, kam doprovázel své dcery na světovou výstavu a nakazil se cholerou.

## Tituly a ocenění
Od narození užíval prostý šlechtický titul, který rodině náležel již od 16. století, predikát de Kellemés byl odvozen od maďarského názvu obce Ľubotice. V roce 1859 obdržel titul c. k. tajného rady s nárokem na oslovení Excelence. Po odchodu do výslužby byl povýšen do stavu svobodných pánů (1866). Během služby v armádě se stal nositelem několika vysokých státních vyznamenání v Rakousku i v zahraničí.

### Rakousko
- Řád železné koruny I. třídy (1864)
- rytířský kříž Leopoldova řádu s válečnou dekorací (1849)

### Zahraničí
- Řád sv. Stanislava I. třídy s meči (Rusko)
- komandér Vévodského sasko-ernestinského domácího řádu (Sasko-Altenbursko)
- komandér Konstantinova řádu sv. Jiří (Parma)

## Rodina
V roce 1828 se oženil s Irenou Fischerovou (1802–1848). Z manželství se narodily tři děti, dcery Georgina (1833–1908) a Malvína (1836–1917) byly aktivní ve společenském a kulturním životě v Košicích, jediný syn Andreas (Andor, 1841–1889) žil v soukromí na zámku Kéked. Zemřel bez potomstva a dědičkou velkostatku se pak stala starší sestra Malvína, která byla jeho majitelkou do první světové války. K velkostatku kromě zámku patřilo přibližně 1000 hektarů půdy.
V různých sférách veřejného života se uplatnili i jeho sourozenci, nejvýznamnějším z nich byl nejmladší bratr Štěpán (István, 1810–1896), který se uplatnil v uherské politice a byl prezidentem nejvyššího správního soudního dvora Uherského království.